# Ford Cliff
Ford Cliff és una població dels Estats Units a l'estat de Pennsilvània. Segons el cens del 2000 tenia 412 habitants.

## Demografia
Segons el cens del 2000, Ford Cliff tenia 412 habitants, 181 habitatges, i 129 famílies. La densitat de població era de 2.272,5 habitants per quilòmetre quadrat.
Dels 181 habitatges en un 23,2% hi vivien nens de menys de 18 anys, en un 54,7% hi vivien parelles casades, en un 11% dones solteres, i en un 28,7% no eren unitats familiars. En el 27,6% dels habitatges hi vivien persones soles el 17,7% de les quals corresponia a persones de 65 anys o més que vivien soles. El nombre mitjà de persones vivint en cada habitatge era de 2,28 i el nombre mitjà de persones que vivien en cada família era de 2,74.
Per edats la població es repartia de la següent manera: un 19,4% tenia menys de 18 anys, un 7,3% entre 18 i 24, un 28,2% entre 25 i 44, un 22,6% de 45 a 60 i un 22,6% 65 anys o més.
L'edat mediana era de 43 anys. Per cada 100 dones de 18 o més anys hi havia 81,4 homes.
La renda mediana per habitatge era de 31.250 $ i la renda mediana per família de 34.375 $. Els homes tenien una renda mediana de 31.250 $ mentre que les dones 22.500 $. La renda per capita de la població era de 17.568 $. Entorn del 9% de les famílies i el 8,7% de la població estaven per davall del llindar de pobresa.

## Poblacions més properes
El següent diagrama mostra les poblacions més properes.